# Walkenried
Walkenried è un comune di 2.339 abitanti della Bassa Sassonia, in Germania.
Appartiene al circondario di Gottinga.

## Geografia fisica
Si trova nella zona dello Harz meridionale, a ca. 15 km a sud di Braunlage e 15 km a nord-ovest di Nordhausen.
Walkenried è attraversato dal fiume Wieda, affluente della Zorge.
Walkenried era la sede del Samtgemeinde ("comune collettivo") Walkenried, che è stato abolito nel novembre 2016 quando Wieda e Zorge sono stati incorporati nel comune.
Il villaggio era principalmente conosciuto come la sede dell'Abbazia di Walkenried, il terzo monastero cistercense fondato sul territorio di lingua tedesca, fondato nel 1127 e secolarizzato nel 1668.